# Angliers (Charente-Maritime)
Pour les articles homonymes, voir Angliers.
Angliers est une commune du Sud-Ouest de la France située dans le département de la Charente-Maritime (région Nouvelle-Aquitaine).
Commune de la région naturelle du Marais poitevin, elle est incluse dans le parc naturel régional du Marais poitevin.

## Géographie
Cette commune est divisée en deux parties nettement distinctes :
- à l'ouest, la commune s'étend sur une partie de la plaine de l'Aunis et se caractérise par un relief de coteaux calcaires ;
- à l'est, s'étend le marais qui appartient au Marais poitevin.

Le marais est drainé par les eaux du Curé qui est un petit fleuve côtier et sert de limite administrative à la commune. Ce fleuve qui prend sa source dans la commune de Saint-Georges-du-Bois est canalisé avant de se jeter dans la baie de l'Aiguillon. Il prend le nom de canal du Curé dans la commune d'Angliers. Autrefois, la partie est d'Angliers était toujours inondée, ainsi que la route au nord de la commune qui joint le village du Peu à Nuaillé-d'Aunis.
Angliers est une limite méridionale du Marais poitevin.

### Communes limitrophes
| Longèves | Nuaillé-d'Aunis |                       |
|          | Angliers        | Saint-Sauveur-d'Aunis |
| Vérines  |                 | Anais                 |

## Urbanisme

### Typologie
Au 1er janvier 2024, Angliers est catégorisée bourg rural, selon la nouvelle grille communale de densité à 7 niveaux définie par l'Insee en 2022.
Elle est située hors unité urbaine. Par ailleurs la commune fait partie de l'aire d'attraction de La Rochelle, dont elle est une commune de la couronne,. Cette aire, qui regroupe 72 communes, est catégorisée dans les aires de 200 000 à moins de 700 000 habitants,.

### Occupation des sols
L'occupation des sols de la commune, telle qu'elle ressort de la base de données européenne d’occupation biophysique des sols Corine Land Cover (CLC), est marquée par l'importance des territoires agricoles (95,4 % en 2018), en augmentation par rapport à 1990 (94,4 %). La répartition détaillée en 2018 est la suivante : 
terres arables (66,6 %), zones agricoles hétérogènes (14,9 %), prairies (14 %), zones urbanisées (4,6 %). L'évolution de l’occupation des sols de la commune et de ses infrastructures peut être observée sur les différentes représentations cartographiques du territoire : la carte de Cassini (XVIIIe siècle), la carte d'état-major (1820-1866) et les cartes ou photos aériennes de l'IGN pour la période actuelle (1950 à aujourd'hui).

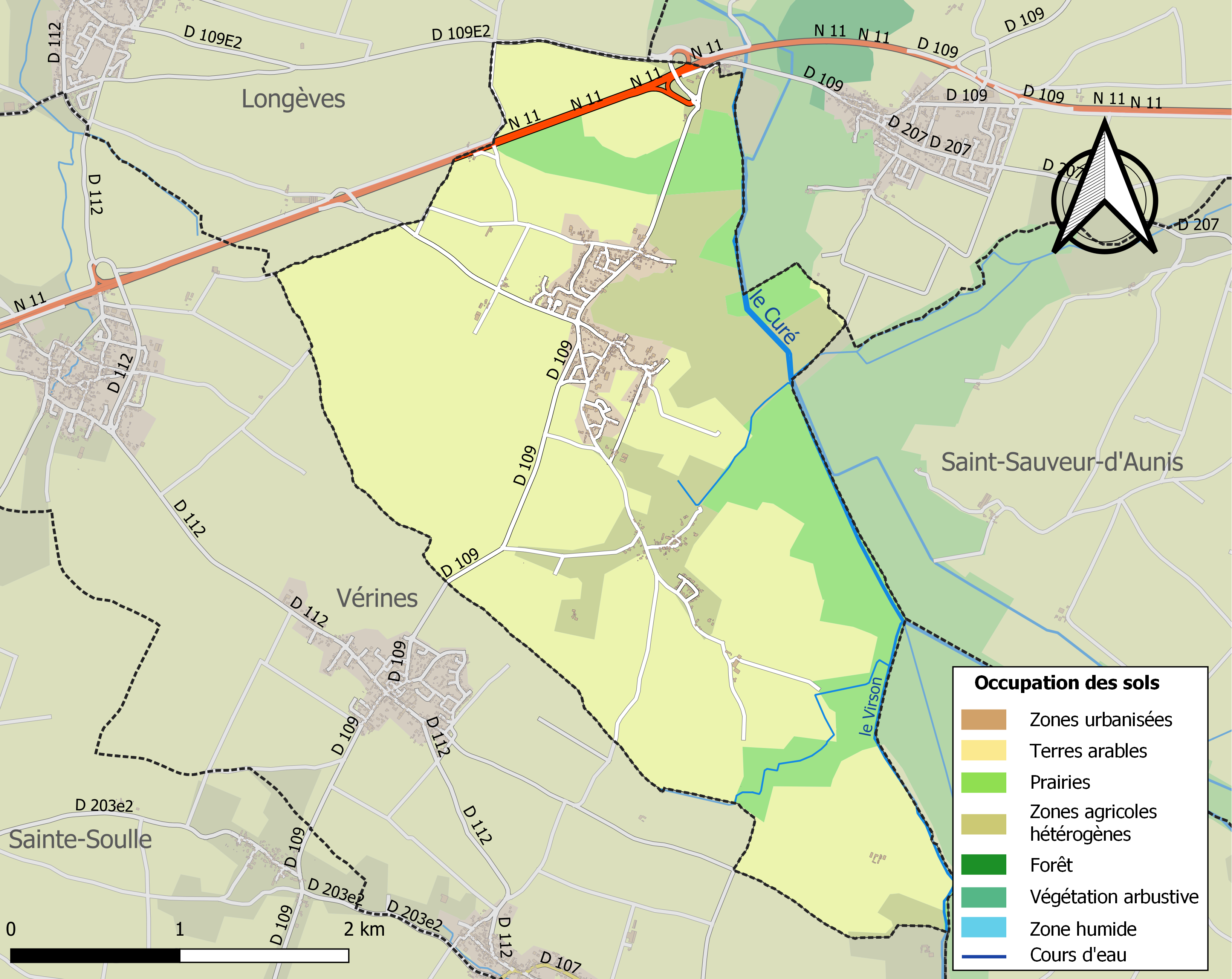
Carte des infrastructures et de l'occupation des sols de la commune en 2018 (CLC).

### Voies de communication et transports

#### Gares et haltes ferroviaires
- La Rochelle (TGV) 16,2 km
- Aytré  (halte) 16,4 km
- Mer 16,7 km
- Châtelaillon 18,2 km
- Surgères (TGV) 18,4 km

#### Aéroport et aérodrome
- La Rochelle (Laleu) 18,9 km
- Rochefort -St-Agnant 36,1 km
- Niort 43,9 km

### Risques majeurs
Le territoire de la commune d'Angliers est vulnérable à différents aléas naturels : météorologiques (tempête, orage, neige, grand froid, canicule ou sécheresse), inondations, mouvements de terrains et séisme (sismicité modérée). Il est également exposé à un risque technologique,  le transport de matières dangereuses. Un site publié par le BRGM permet d'évaluer simplement et rapidement les risques d'un bien localisé soit par son adresse soit par le numéro de sa parcelle.

#### Risques naturels
Certaines parties du territoire communal sont susceptibles d’être affectées par le risque d’inondation par débordement de cours d'eau, notamment le Curé. La commune a été reconnue en état de catastrophe naturelle au titre des dommages causés par les inondations et coulées de boue survenues en 1982, 1999 et 2010,.

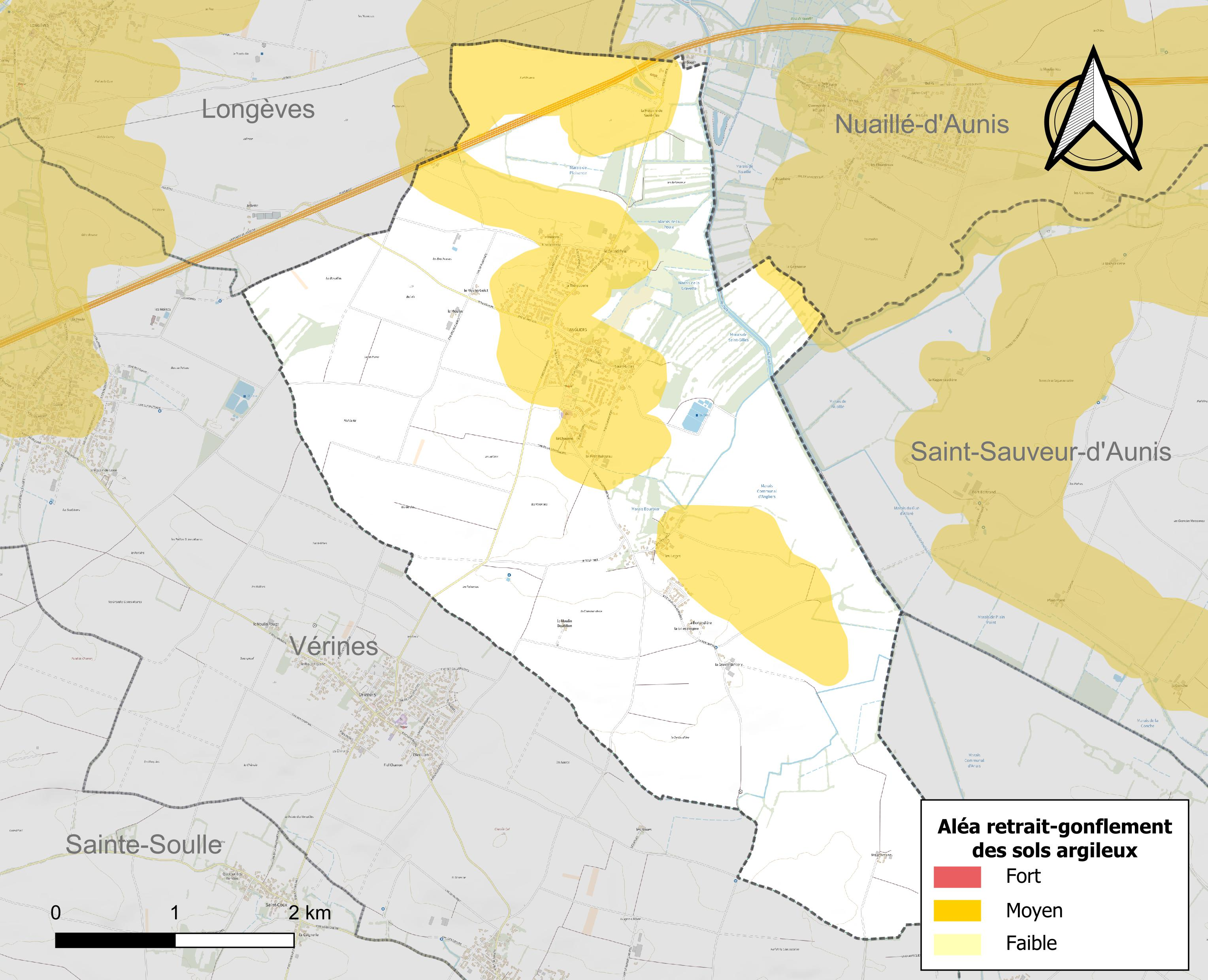
Carte des zones d'aléa retrait-gonflement des sols argileux d'Angliers.

Les mouvements de terrains susceptibles de se produire sur la commune sont des tassements différentiels.
Le retrait-gonflement des sols argileux est susceptible d'engendrer des dommages importants aux bâtiments en cas d’alternance de périodes de sécheresse et de pluie. 25,6 % de la superficie communale est en aléa moyen ou fort (54,2 % au niveau départemental et 48,5 % au niveau national). Sur les 415 bâtiments dénombrés sur la commune en 2019,  354 sont en aléa moyen ou fort, soit 85 %, à comparer aux 57 % au niveau départemental et 54 % au niveau national. Une cartographie de l'exposition du territoire national au retrait gonflement des sols argileux est disponible sur le site du BRGM,.
Par ailleurs, afin de mieux appréhender le risque d’affaissement de terrain, l'inventaire national des cavités souterraines permet de localiser celles situées sur la commune.
Concernant les mouvements de terrains, la commune a été reconnue en état de catastrophe naturelle au titre des dommages causés par la sécheresse en 2003 et 2005 et par des mouvements de terrain en 1999 et 2010.

#### Risques technologiques
Le risque de transport de matières dangereuses sur la commune est lié à sa traversée par une ou des infrastructures routières ou ferroviaires importantes ou la présence d'une canalisation de transport d'hydrocarbures. Un accident se produisant sur de telles infrastructures est susceptible d’avoir des effets graves sur les biens, les personnes ou l'environnement, selon la nature du matériau transporté. Des dispositions d’urbanisme peuvent être préconisées en conséquence.

## Toponymie
Ce toponyme dériverait du latin Angularias (angle, coin). Ernest Nègre pense que cela pourrait être lié à des maisons, ou terres en forme de coins.

## Histoire
L'histoire d'Angliers se perd sans doute à l'époque gallo-romaine comme beaucoup de communes avoisinantes. Cependant peu de vestiges importants y ont été retrouvés. Les sarcophages de la Gillebergère retrouvés au XIXe siècle ne sont pas forcément de cette époque reculée.

Les éléments anciens sont rares mais le portail de l'église daterait de 1100/1130. Elle relevait autrefois de l'abbaye de Nieul-sur-l'Autise. Cette église a subi de nombreuses modifications tout au long de son histoire, surtout à cause de la guerre de Cent Ans et des guerres de Religion. Les combats ayant eu lieu autour des châteaux de Benon, Nuaillé-d'Aunis et Surgères suggèrent des passages nombreux par le Port Bertrand à l'est d'Angliers pour rejoindre la ville de La Rochelle.

## Politique et administration

### Liste des maires
| Période                                  | Période  | Identité      | Étiquette | Qualité           |
| ---------------------------------------- | -------- | ------------- | --------- | ----------------- |
| avant 1995                               | ?        | Lucien Tublet |           |                   |
| 2001                                     | En cours | Didier Taupin | PS        | Éducateur sportif |
| Les données manquantes sont à compléter. |          |               |           |                   |

## Démographie
Les habitants sont appelés les Anglésiens.

### Évolution démographique
L'évolution du nombre d'habitants est connue à travers les recensements de la population effectués dans la commune depuis 1793. Pour les communes de moins de 10 000 habitants, une enquête de recensement portant sur toute la population est réalisée tous les cinq ans, les populations de référence des années intermédiaires étant quant à elles estimées par interpolation ou extrapolation. Pour la commune, le premier recensement exhaustif entrant dans le cadre du nouveau dispositif a été réalisé en 2007.

En 2022, la commune comptait 1 366 habitants, en évolution de +32,75 % par rapport à 2016 (Charente-Maritime : +4,04 %, France hors Mayotte : +2,11 %).
| 1793 | 1800 | 1806 | 1821 | 1831 | 1836 | 1841 | 1846 | 1851 |
| ---- | ---- | ---- | ---- | ---- | ---- | ---- | ---- | ---- |
| 336  | 315  | 366  | 315  | 405  | 450  | 416  | 430  | 418  |

| 1856 | 1861 | 1866 | 1872 | 1876 | 1881 | 1886 | 1891 | 1896 |
| ---- | ---- | ---- | ---- | ---- | ---- | ---- | ---- | ---- |
| 445  | 432  | 433  | 409  | 396  | 394  | 379  | 320  | 310  |

| 1901 | 1906 | 1911 | 1921 | 1926 | 1931 | 1936 | 1946 | 1954 |
| ---- | ---- | ---- | ---- | ---- | ---- | ---- | ---- | ---- |
| 279  | 285  | 292  | 246  | 256  | 237  | 214  | 234  | 221  |

| 1962 | 1968 | 1975 | 1982 | 1990 | 1999 | 2006 | 2007 | 2012 |
| ---- | ---- | ---- | ---- | ---- | ---- | ---- | ---- | ---- |
| 195  | 199  | 195  | 272  | 310  | 364  | 664  | 707  | 843  |

| 2017  | 2022  | - | - | - | - | - | - | - |
| ----- | ----- | - | - | - | - | - | - | - |
| 1 060 | 1 366 | - | - | - | - | - | - | - |

### Pyramide des âges
La population de la commune est relativement jeune.
En 2018, le taux de personnes d'un âge inférieur à 30 ans s'élève à 41,8 %, soit au-dessus de la moyenne départementale (29 %). À l'inverse, le taux de personnes d'âge supérieur à 60 ans est de 11,1 % la même année, alors qu'il est de 34,9 % au niveau départemental.
En 2018, la commune comptait 545 hommes pour 551 femmes, soit un taux de 50,27 % de femmes, légèrement inférieur au taux départemental (52,15 %).
Les pyramides des âges de la commune et du département s'établissent comme suit.
| Hommes | Classe d’âge | Femmes |
| ------ | ------------ | ------ |
| 0,0    | 90 ou +      | 1,0    |
| 1,2    | 75-89 ans    | 2,1    |
| 9,1    | 60-74 ans    | 9,0    |
| 18,0   | 45-59 ans    | 17,2   |
| 29,5   | 30-44 ans    | 29,4   |
| 14,8   | 15-29 ans    | 14,5   |
| 27,4   | 0-14 ans     | 26,9   |

| Hommes | Classe d’âge | Femmes |
| ------ | ------------ | ------ |
| 1,1    | 90 ou +      | 2,6    |
| 10,1   | 75-89 ans    | 12,6   |
| 22     | 60-74 ans    | 23,2   |
| 20,1   | 45-59 ans    | 19,7   |
| 16,1   | 30-44 ans    | 15,6   |
| 15,2   | 15-29 ans    | 12,7   |
| 15,4   | 0-14 ans     | 13,6   |

## Culture locale et patrimoine

### Lieux et monuments

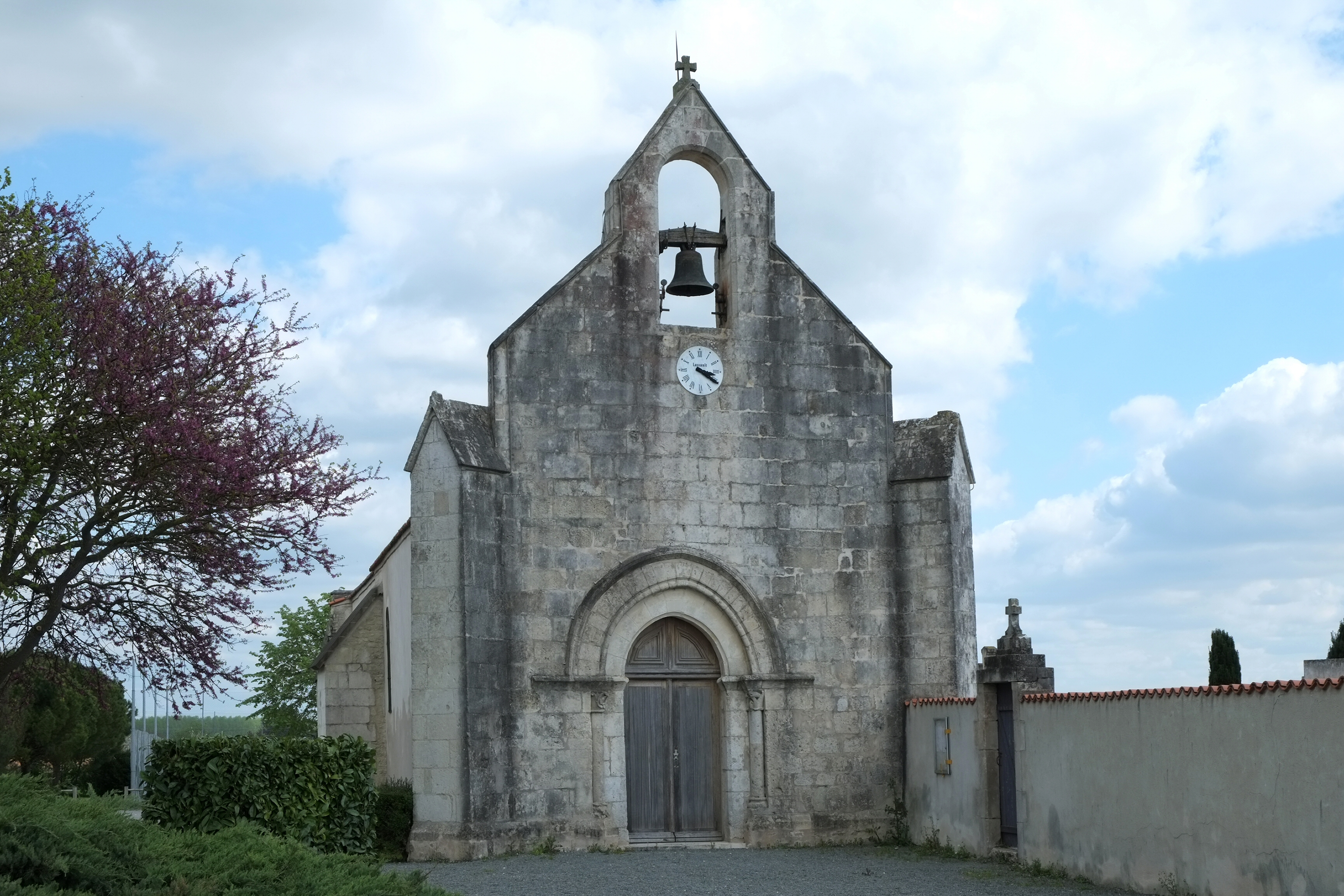
Église Saint-Pierre.

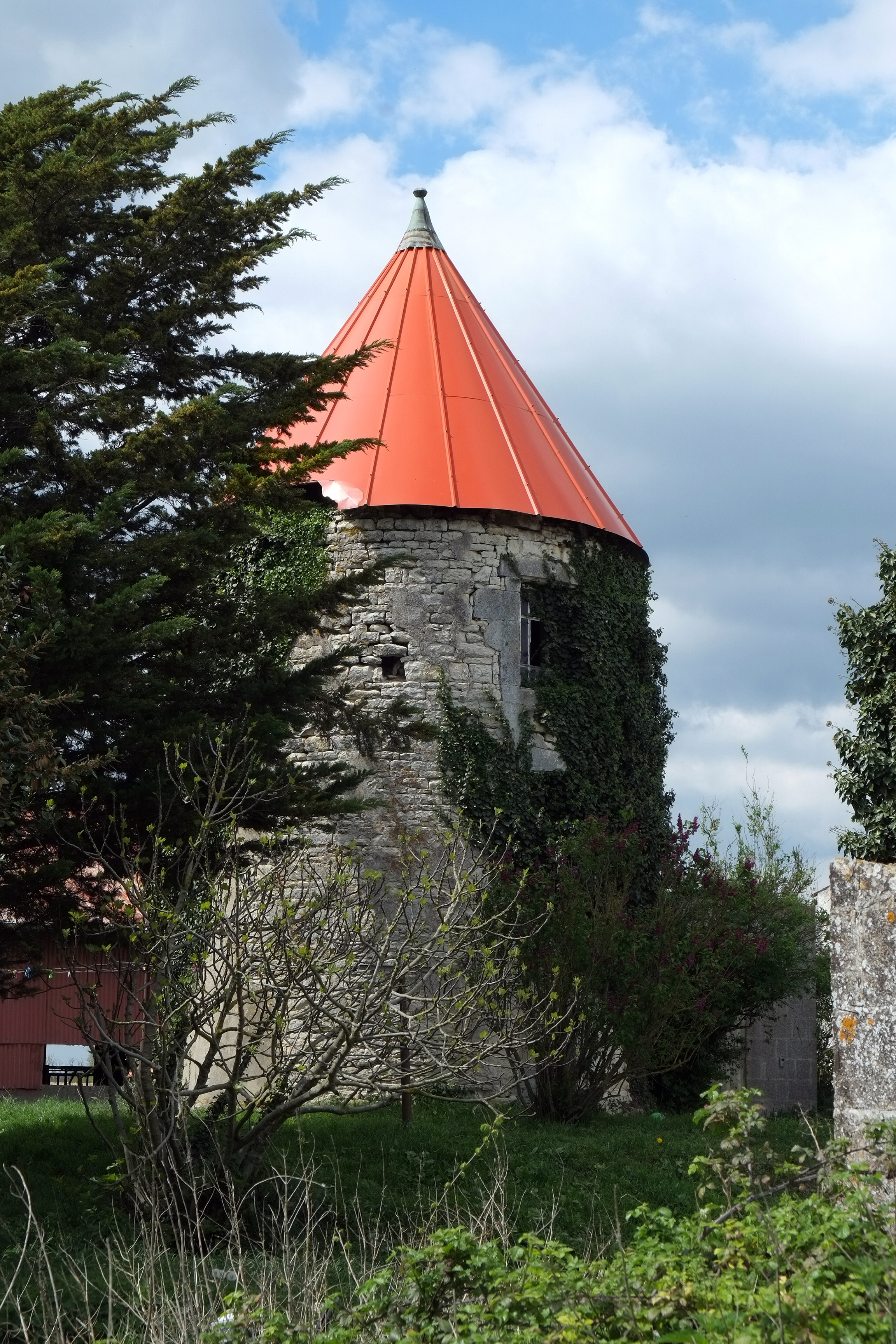
Moulin au toit de tôle rouge.

- L'église Saint-Pierre est le monument essentiel d'Angliers.
- Le moulin sur la route de La Rochelle qui aurait été construit au XIXe siècle se distingue par son toit rouge.

### Héraldique
| Blason de Angliers | Blason  | D'azur à trois bécasseaux d'argent.              |
| Blason de Angliers | Détails | Le statut officiel du blason reste à déterminer. |